# Gardiner, Montana
Gardiner är en ort i Park County i delstaten Montana, USA.